# Juan Brull
Juan Brull y Vinyolas o Joan Brull Vinyoles (Barcelona, 1863 - 1912) fue un pintor español de finales del siglo XIX, representante del simbolismo catalán junto con otros artistas como Adrià Gual, Josep Maria Tamburini o Alexandre de Riquer.

## Biografía
Cursó estudios en la Escuela de la Lonja y en París y trabajó como crítico de arte en la revista Joventut. Se relacionó con diversos grupos intelectuales de la época, como el de Els Quatre Gats, o Real Círculo Artístico. También hizo amistad con Ramón Casas y Santiago Rusiñol. En 1896 recibió la primera medalla de la Exposición Internacional de Barcelona gracias a su obra Ensomni. 
El año 2009 la Fundación Caixa Girona le dedicó una exposición retrospectiva en su centro Fontana d'Or, donde se pudieron ver más de 40 obras del autor. Únicamente se le han dedicado 3 exposiciones monográficas en Cataluña, esta y otras dos en 1924 y el 1959.

## Obra
Si bien en sus inicios se dedicó a plasmar el realismo, con los años se centró en el simbolismo, representando personajes de la mitología, en su mayor parte femeninos. También es conocido por la cantidad de retratos que realizó, la mayoría de niños y mendigos de la Barcelona de finales de siglo. 

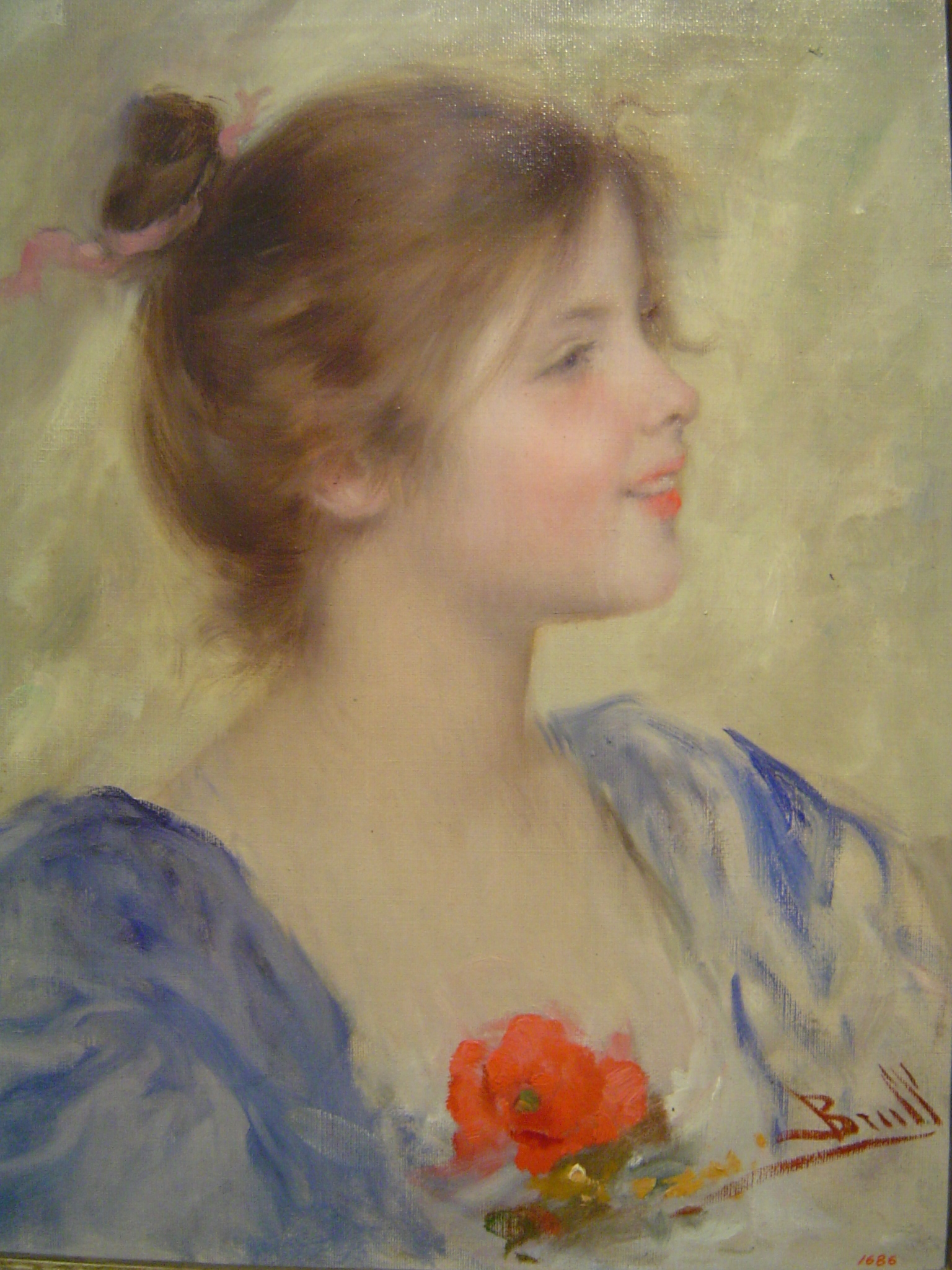
Retrato de Niña, 1912.
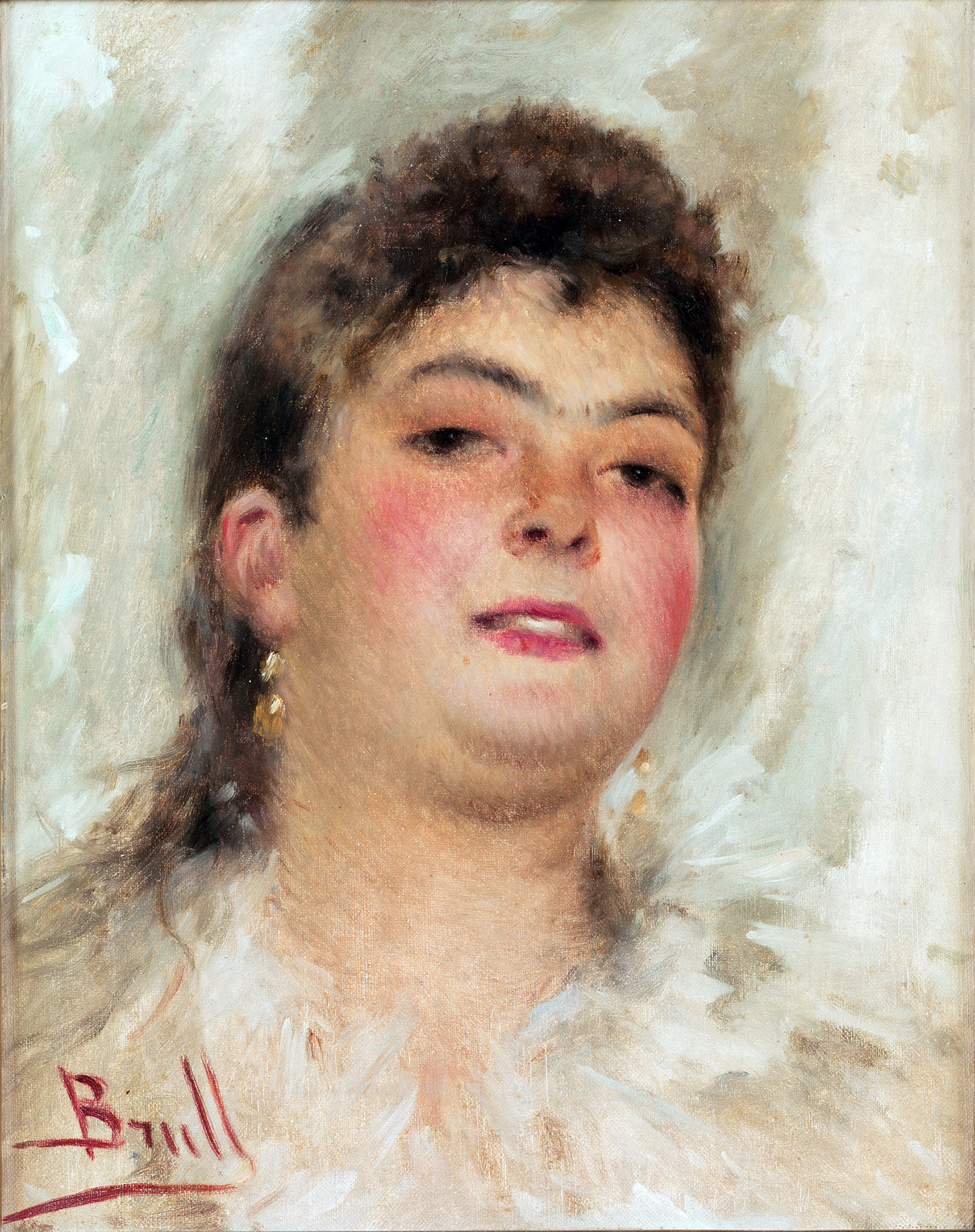
Retrato de una mujer joven. Joan Brull, C. 1890. Fundación Rafael Masó
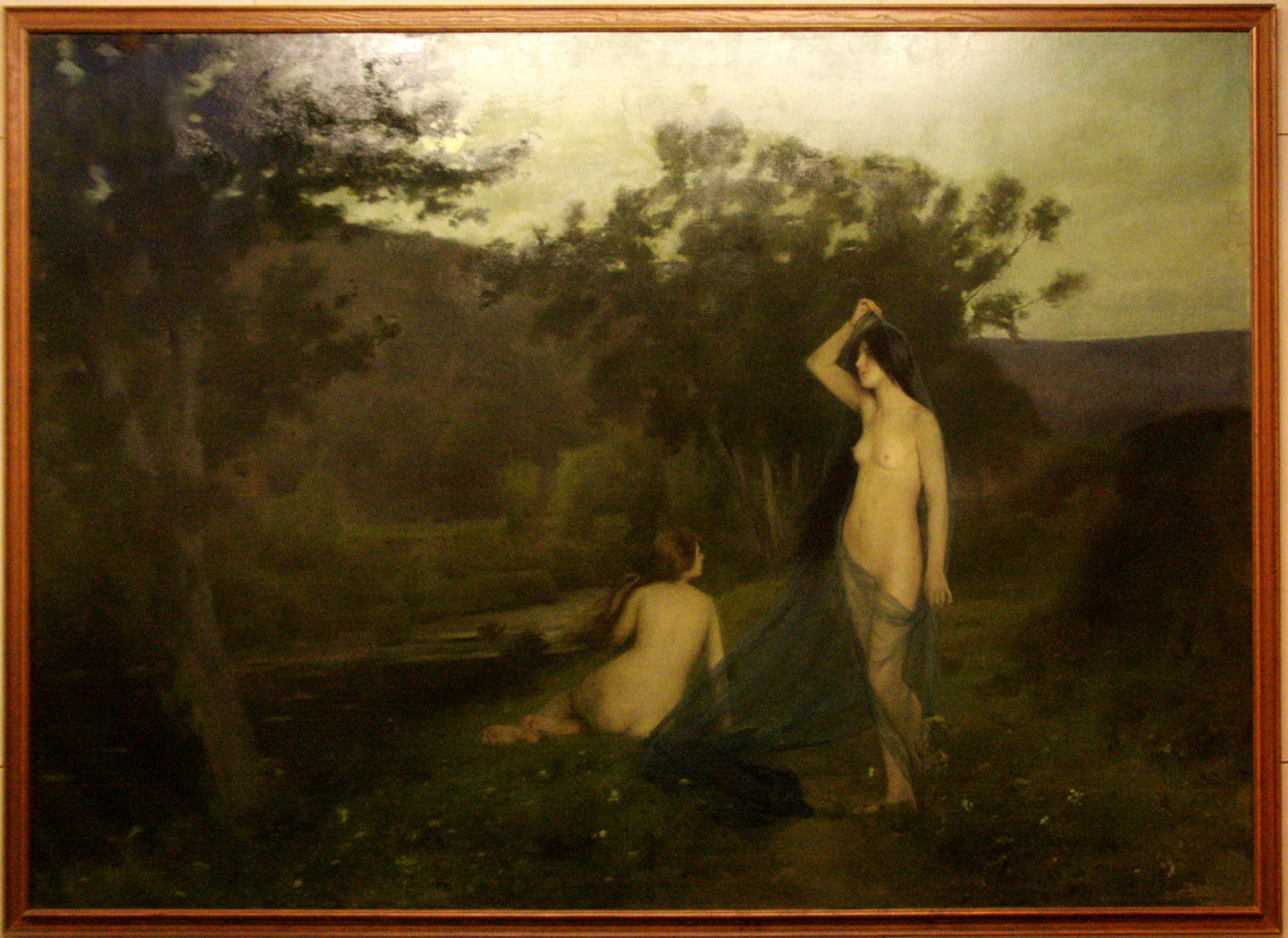
Las Ninfas del Ocaso (1899), Museo Comarcal de la Garrocha

### Obras representativas
- La tonsura del rei Wamba
- Ensomni
- Sueño, actualmente en el MNAC
- Retrato de Niña, actualmente en la Biblioteca Museo Víctor Balaguer
- Retrato de una mujer joven, custodiado en la Fundación Rafael Masó